# Janusz Hajdun

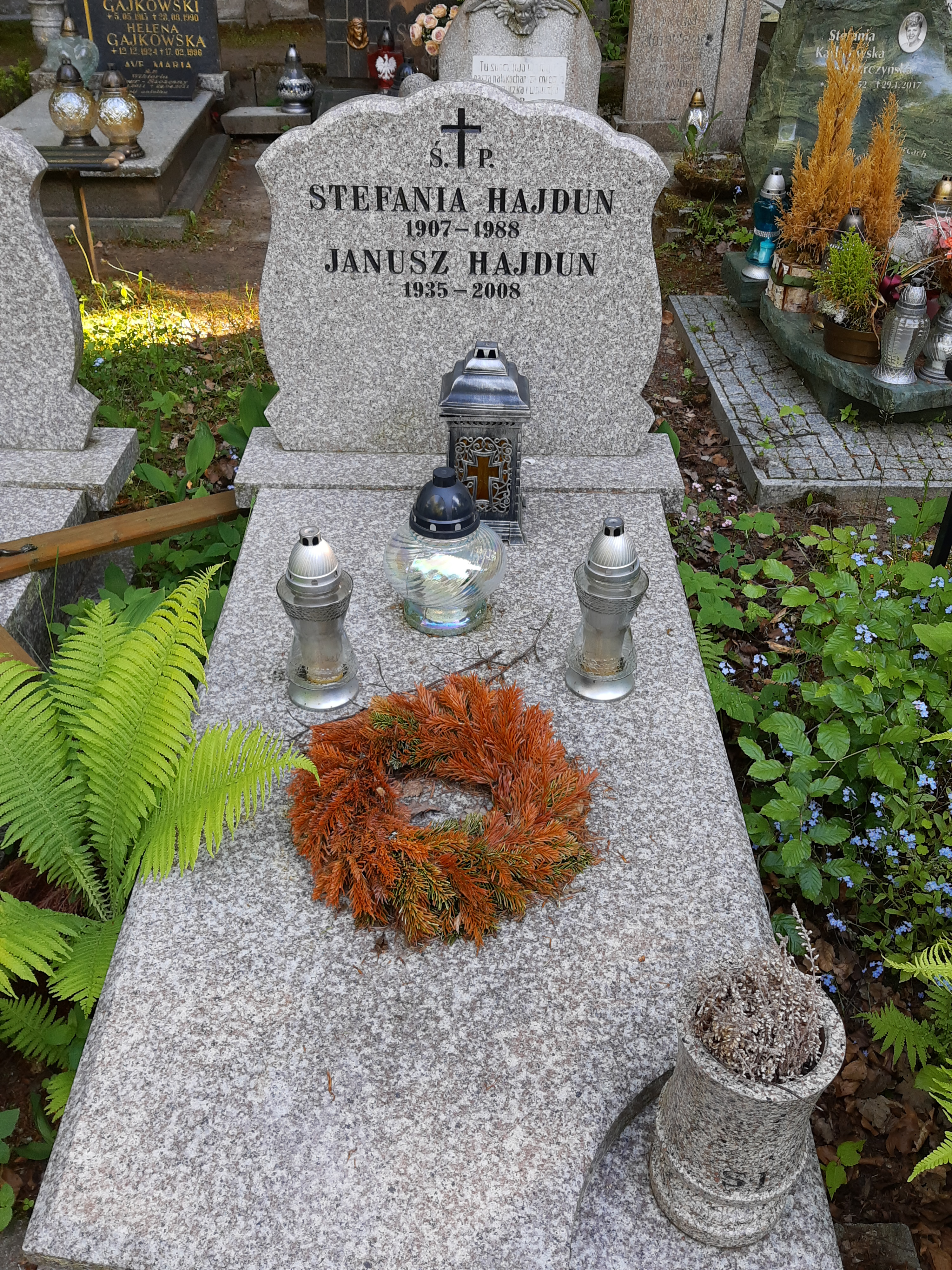
Grób Janusza Hajduna na cmentarzu Witomińskim

Janusz Tadeusz Hajdun (ur. 25 lutego 1935 we Lwowie, zm. 12 września 2008 w Gdańsku) – polski pianista i kompozytor.

## Życiorys
Urodził się we Lwowie. W 1945 r. jako przesiedleniec przybył do Gdyni, gdzie ukończył podstawową szkołę muzyczną. Absolwent Państwowej Średniej Szkoły Muzycznej w Gdańsku-Wrzeszczu w klasie fortepianu Władysława Walentynowicza (1956). Następnie podjął studia w PWSM w Sopocie w klasie fortepianu, które ukończone w 1965 r. W czasie studiów związał się z teatrami „Wybrzeże” i Bim-Bom oraz teatrem rąk „Co to” kierowanym przez Romualda Frejera. W późniejszym okresie współpracował z „Cyrkiem Rodziny Afanasjeff”, co zaowocowało m.in. szlagierem „Niech no tylko zakwitną jabłonie” (muzyka: Janusz Hajdun, słowa: Jerzy Afanasjew).
Po ukończeniu studiów rozpoczął pracę w redakcji muzycznej Radia Gdańsk i podjął dalsze studia w PWSM w Gdańsku w klasie kompozycji (ukończone w 1974 r.). Był autorem muzyki do przeszło stu filmów (m.in. nagrodzone Oscarem Tango Zbigniewa Rybczyńskiego, Franz Kafka, Zbrodnia i kara, Bursztynowy las), a także utworów wokalno-instrumentalnych, muzyki baletowej, teatralnej, radiowej i telewizyjnej.
Żoną artysty była artystka-malarka Elżbieta z domu Makuła. Ojciec Filipa i Jakuba, pianisty jazzowego.
Zmarł w Gdańsku, pochowany na cmentarzu Witomińskim w Gdyni (kwatera 60-27-20).

## Filmografia
- 2000 – Zbrodnia i kara
- 2000 – Stefan Chwin – Archeolog pamięci
- 1999 – Bursztynowy las
- 1998 – Legenda „Żaka”
- 1997 – Auschwitz – zstąpienie do piekieł
- 1993 – Jeden pomoże, drugi zabije
- 1991 – Franz Kafka
- 1989 –.!?
- 1989 – Wiatraki z Ranley
- 1988 – Wolność nogi
- 1988 – Operacja Bieszczady
- 1988 – Amerykanka
- 1987 – Zdarzenie
- 1987 – Ptaszor
- 1987 – Pusta klatka
- 1986 – Dzieci śmieci
- 1986 – Urząd
- 1986 – Donos
- 1986 – Jarosława Furgały modlitwa w drewnie
- 1986 – Wizytantka
- 1986 – Nerwowe życie kosmosu
- 1986 – Maratończyk
- 1985 – Galapagos
- 1985 – Z podniesionymi rękami
- 1985 – Wyrok
- 1985 – Mokry szmal
- 1984 – Zabicie ciotki
- 1984 – Katar
- 1984 – Bliskie spotkania
- 1983 – Figa
- 1983 – Nie było słońca tej wiosny
- 1983 – Kilka opowieści o człowieku
- 1983 – Czarny Kapturek
- 1982 – Wyłap
- 1982 – Coś się kończy
- 1982 – Blok
- 1982 – Pergamin Konfederacji Warszawskiej 1573
- 1981 – Fortepian
- 1981 – Inkluz
- 1981 – Na drugi brzeg (Papuziński A.)
- 1981 – Wdech – wydech
- 1981 – Klejnot wolnego sumienia
- 1981 – Pierwszy film
- 1980 – Siano
- 1980 – Sceny narciarskie z Franzem Klammerem
- 1980 – Media
- 1980 – Genealogia
- 1980 – Jeden dzień z mistrzem
- 1980 – Tango
- 1980 – Wygodne łóżko
- 1980 – Na wyjeździe
- 1979 – Dudek i księżyc
- 1979 – Zabawa
- 1979 – Wejchertowie
- 1979 – 5/4
- 1978 – Cękalski, Bohdziewicz, Munk
- 1978 – Kapitan z „Oriona”
- 1978 – Zapowiedź ciszy
- 1978 – Zielona ziemia
- 1977 – Piątek – sobota
- 1977 – A za tą górą czeka jesień
- 1977 – Zimne ognie
- 1977 – Tańczący jastrząb
- 1976 – Lustro
- 1976 – Architektura drewniana w Polsce
- 1976 – Elementarz
- 1976 – Powrót
- 1976 – Wideokaseta
- 1976 – Wera Kostrzewa
- 1976 – Święto
- 1976 – Stolarz
- 1976 – Wyliczanka
- 1976 – Lokomotywa
- 1975 – O krasnoludkach i o sierotce Marysi
- 1975 – Nowa książka
- 1975 – Koń by się uśmiał
- 1975 – Wanda Gościmińska. Włókniarka
- 1974 – Historia pewnej miłości
- 1974 – Oj, nie mogę się zatrzymać
- 1974 – Tren dla miasta Szydłowa
- 1974 – Pirs
- 1974 – Miasteczka na warsztacie
- 1972 – Na wylot
- 1969 – Kościół w Skaryszewie
- 1960 – Białe zwierzęta

## Nagrody
- Nagroda Przewodniczącego Komitetu ds. Radia i Telewizji (1967)
- Nagroda na Lubuskim Lecie Filmowym w Łagowie za dźwięk (muzykę) do filmu Na wylot (1973)
- Nagroda na Ogólnopolskim Festiwalu Filmów Krótkometrażowych w Krakowie za muzykę do filmów Elementarz i Tango (1981)
- Nagroda Artystyczna Gdańskiego Towarzystwa Przyjaciół Sztuki (1988)
- Nagroda Prezydenta Miasta Gdańska w Dziedzinie Kultury za osiągnięcia w dziedzinie muzyki filmowej oraz z okazji jubileuszu 40-lecia pracy artystycznej (2002)
- Nagroda Prezydenta Miasta Gdańska w Dziedzinie Kultury z okazji jubileuszu 50-lecia Klubu Żak (2007)
- Nagroda Prezydenta Miasta Sopotu „Sopocka Muza” za wybitne osiągnięcia w dziedzinie kultury i sztuki (2008)

Źródło:.

## Upamiętnienie
12 grudnia 2008 imieniem muzyka zostało nazwane studio koncertowe Radia Gdańsk.